# Hibiscus arnottianus
A Hibiscus arnottianus a mályvavirágúak (Malvales) rendjébe és a mályvafélék (Malvaceae) családjába tartozó faj.

## Előfordulása
A Hibiscus arnottianus előfordulási területe kizárólag Hawaii két szigetén, az Oahun és a Molokaion található. A hegyvidéki félszáraz, valamint a síkvidéki esőerdők lakója. A természetben manapság igen ritkává vált.
Az ember dísznövényként ülteti.

## Alfajai
- Hibiscus arnottianus subsp. immaculatus (M.J.Roe) D.M.Bates
- Hibiscus arnottianus subsp. punaluuensis (Skottsb.)

## Képek

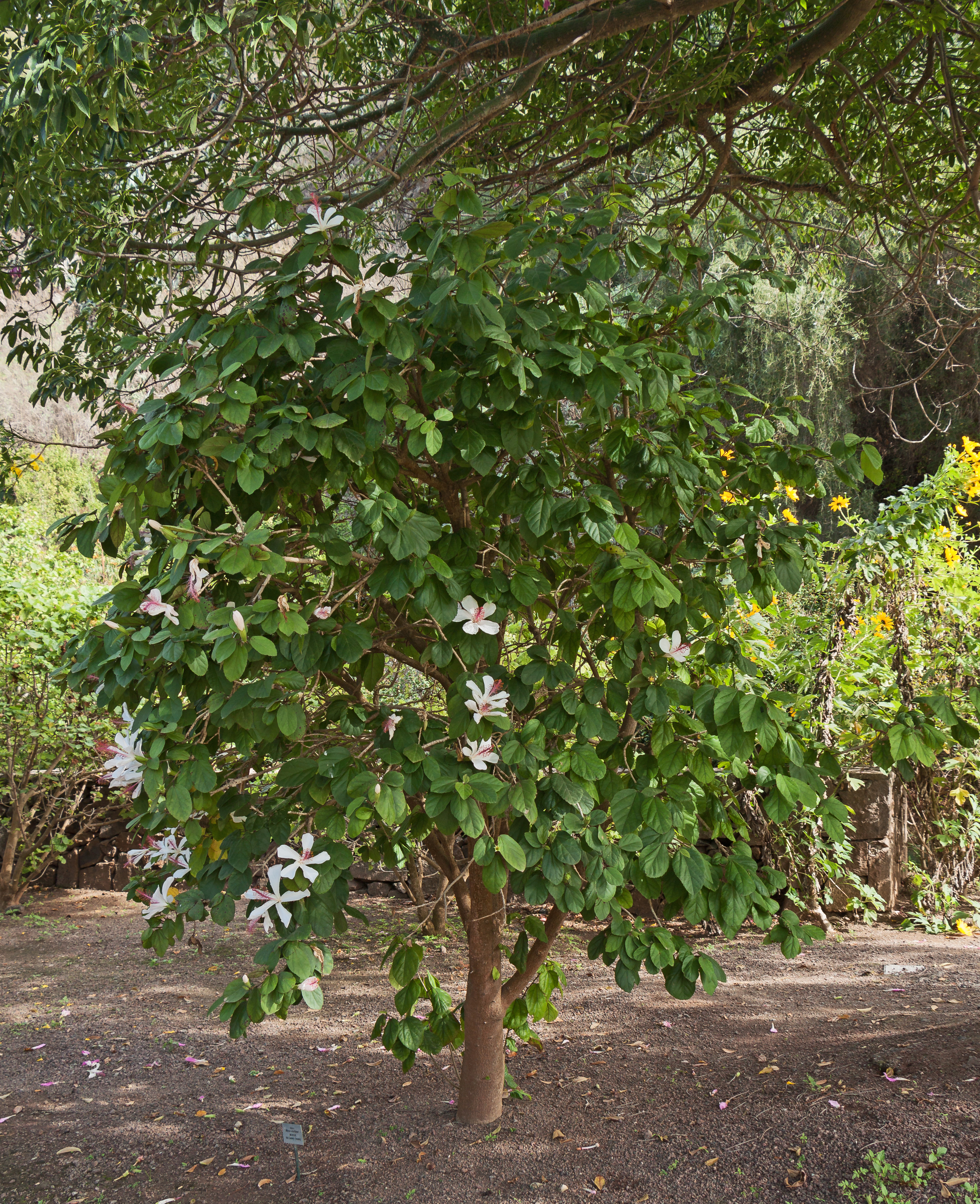
A növény
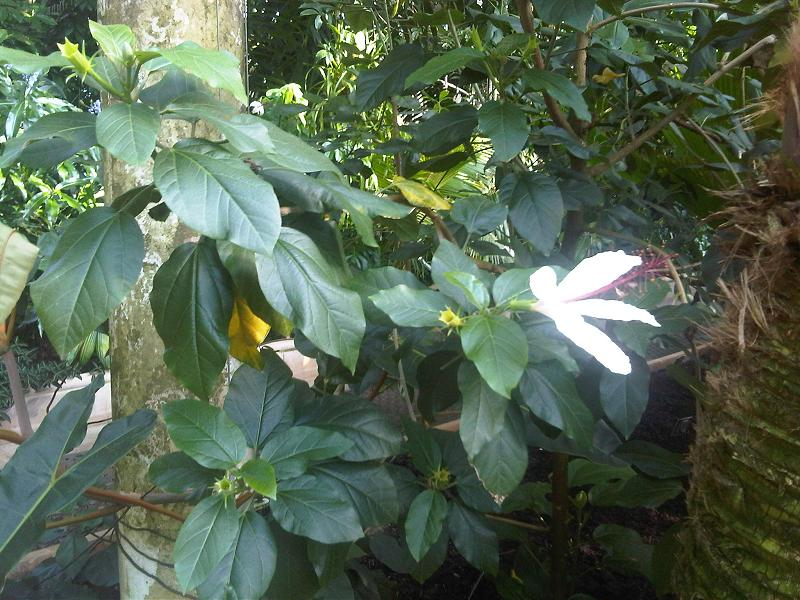
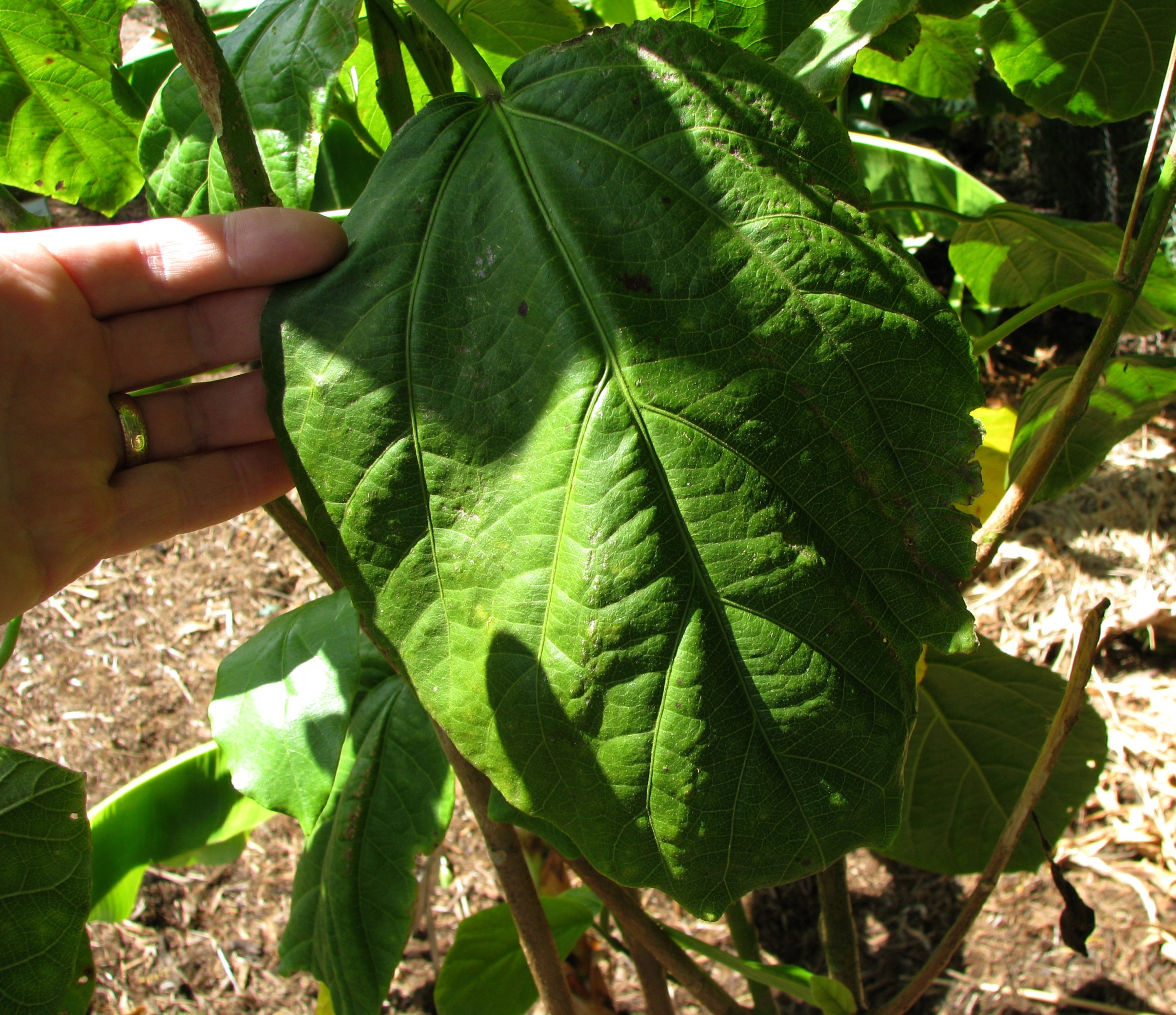
Levele
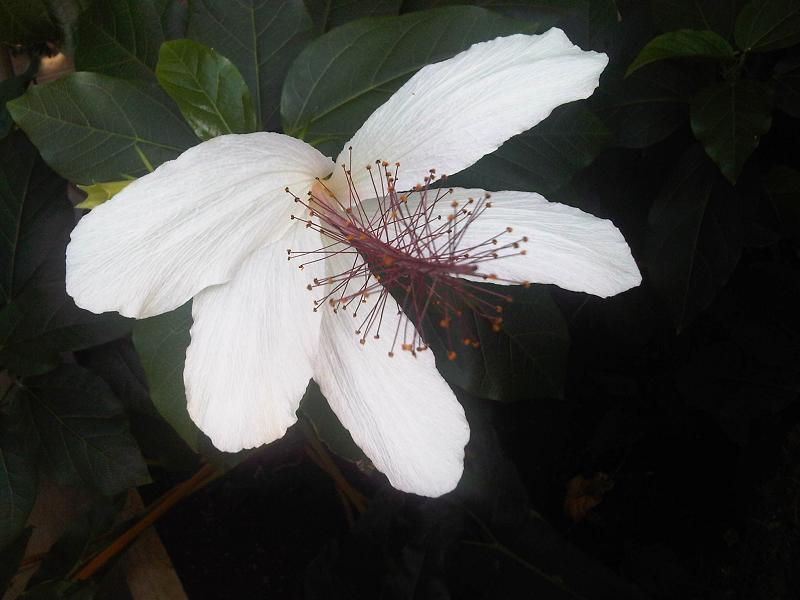
Virága
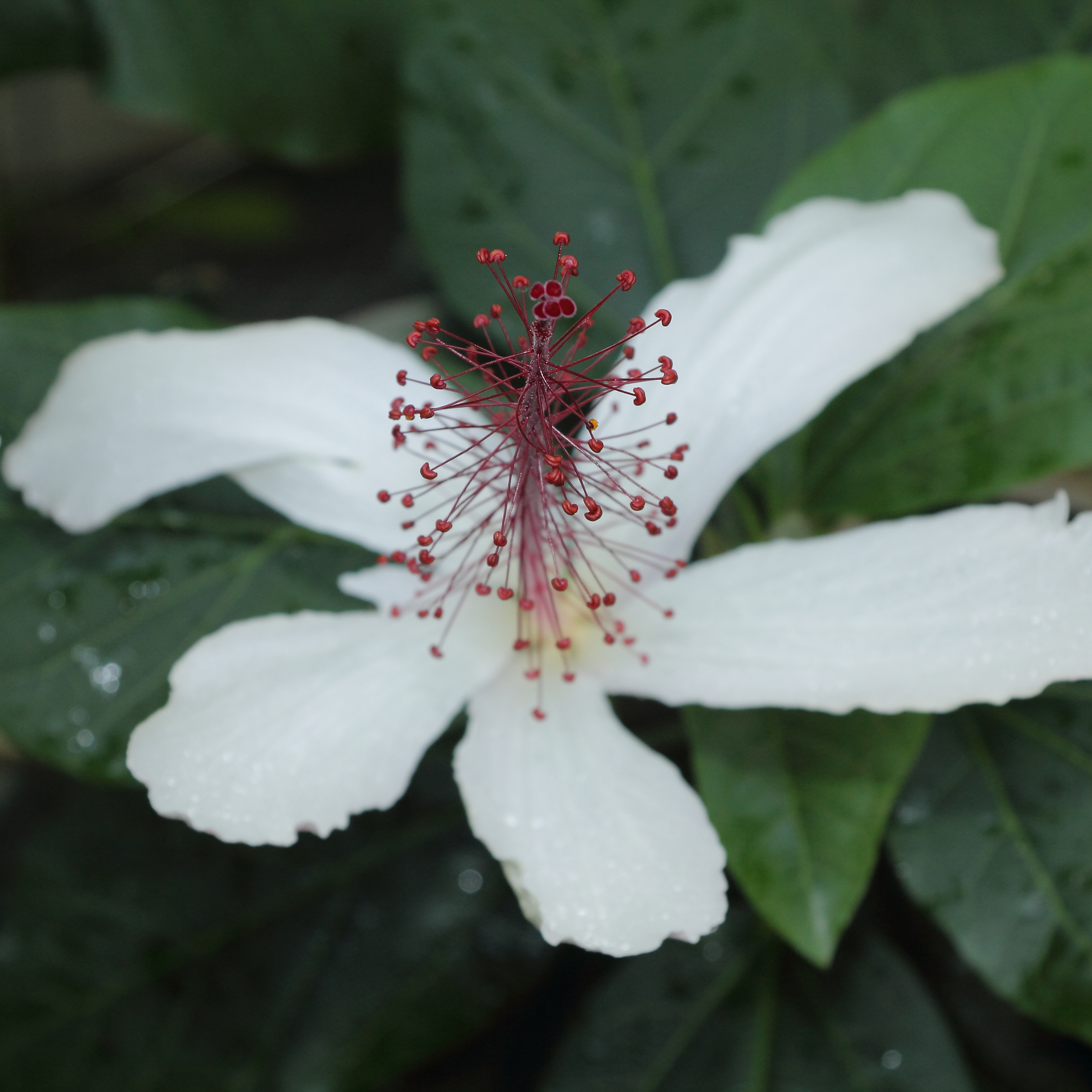